# Allgemeines Sicherheits- und Ordnungsgesetz
Das Allgemeine Sicherheits- und Ordnungsgesetz (ASOG Bln) ist ein formelles Gesetz des Landes Berlin. Die zum Polizei- und Ordnungsrecht zählende Norm enthält die Aufgaben, Zuständigkeiten, Befugnisse und Verfahrenvorschriften der Berliner Ordnungsbehörden und der Polizei Berlin. Der Langtitel lautet Allgemeines Gesetz zum Schutz der öffentlichen Sicherheit und Ordnung in Berlin.

## Geltungsbereich
Das sogenannte Polizeirecht im ASOG Bln ist Ländersache. Insofern gilt das ASOG Bln nur in den Landesgrenzen des Bundeslandes Berlin. Flankierend gelten im Polizeirecht die Verwaltungsgesetze. Herausragende Bedeutung in der Anwendung hat das Verwaltungsverfahrensgesetz (VwVfG) des Bundes in Verbindung mit dem Berliner Verwaltungsverfahrensgesetz.

## Zuständigkeit
Im ASOG Bln ist übereinstimmend mit vielen anderen Polizeigesetzen die originäre Zuständigkeit für Amtshandlungen bzw. für die Aufgabenwahrnehmung bei den sogenannten Ordnungsbehörden. Die Zuständigkeiten der Ordnungsbehörden und der Polizei Berlin ergeben sich aus dem Zuständigkeitskatalog (ZustKat Ord) in der Anlage des ASOG Bln. Ebenso Hinweis auf eine alleinige bzw. explizite Zuständigkeit der Ordnungsbehörden oder Polizei ist die Nennung der zuständigen Behörde im jeweiligen Normtext der Befugnisnormen. In Berlin ist die Polizei eine Sonderbehörde mit diversen Ausnahmen und Sonderregelungen.

## Befugnisnormen
Die Ermächtigungsgrundlagen bzw. Befugnisnormen finden sich in den §§ 17 bis 51 ASOG Bln.

## Unmittelbarer Zwang
In Berlin ist die Zwangsanwendung in einem gesonderten Gesetz seit dem 22. Juni 1970 geregelt. Dabei handelt es sich um das Gesetz über die Anwendung unmittelbaren Zwanges bei der Ausübung öffentlicher Gewalt durch Vollzugsbeamte des Landes Berlin (UZwG Bln). Ergänzende Anmerkungen ergeben sich aus den Ausführungsvorschriften (AV).